# Taiping (Wuming)
Die Großgemeinde Taiping (chinesisch 太平镇, Pinyin Tàipíng Zhèn) liegt im Kreis Wuming der bezirksfreien Stadt Nanning im Autonomen Gebiet Guangxi der Zhuang-Nationalität, Volksrepublik China. Taiping liegt im Südosten Wumings, grenzt im Osten an den Kreis Binyang, im Süden an den Stadtbezirk Yongning, im Westen an die Großgemeinde Shuangqiao und im Norden an die Großgemeinde Luobo. 94,83 % der Bevölkerung Taipings leben von landwirtschaftlichen Tätigkeiten.
Nachdem am 25. Juni 2005 die Gemeinde Shangjiang (上江乡) aufgelöst und der ursprünglichen Großgemeinde Taiping zugeschlagen wurde, hat Taiping eine Fläche von 365 km² und 38.400 Einwohner (2005), davon rund 97 % Angehörige der Zhuang-Nationalität.

## Administrative Gliederung
Auf Dorfebene setzt sich Taiping aus einer Einwohnergemeinschaft und zwölf Dörfern zusammen. Diese sind:
- Einwohnergemeinschaft Wenxi (文溪社区), Sitz der Gemeinderegierung;
- Dorf Linlang (林琅村);
- Dorf Linlu (林渌村);
- Dorf Xinlian (新联村);
- Dorf Fengyang (凤阳村);
- Dorf Qingle (庆乐村);
- Dorf Wentan (文坛村);
- Dorf Geyang (葛阳村);
- Dorf Zhudong (朱董村);
- Dorf Ruotai (若太村);
- Dorf Tonggui (同贵村);
- Dorf Junzhi (均致村);
- Dorf Liangui (联桂村).